# Norské dřevo (román)
Norské dřevo (japonsky ノルウェイの森, Noruwei no mori) je román japonského spisovatele Haruki Murakamiho z roku 1987. Název románu pochází z písničky Norwegian Wood od skupiny Beatles.
Příběh je vyprávěn v retrospektivě. Čtyřicetiletý hrdina Tóru Watanabe se ohlíží na dobu, kdy mu bylo dvacet a kdy se začínal potýkat se samostatným životem.
V roce 2010 knihu režisér Tran Anh Hung převedl do stejnojmenného filmu.
Román si lze poslechnout také jako audioknihu, kterou načetli Filip Čapka, Jana Stryková a Klára Issová (nakladatelství OneHotBook).

## Děj románu
Devatenáctiletý Tóru Watanabe studuje drama na vysoké škole v Tokiu. Je uzavřený, jeho jediný kamarád Kizuki spáchal v sedmnácti letech sebevraždu. Přátelí se s dívkou Naoko, se kterou se při jejích dvacátých narozeninách intimně sblíží. Krátce poté se však Naoko psychicky zhroutí, opustí školu a odejde se léčit do horské ozdravovny.
Na univerzitě se na konci 60. let, podobně jako v celém světě, bouří studenti. Hrdina k celému dění zastává rezervovaný postoj: ideje revoluce neodmítá, ale je kritický vůči možnosti je prosadit a lidem, kteří je prosazují. Díky své oblíbené knize Velký Gatsby se seznámí s ambiciózním a uznávaným bonvivánem Nagasawou, který se houževnatě připravuje na práci v diplomatických službách. Tóru Nagasawovi přes jistou nevýraznost padne do oka a několikrát se vydávají na lov dívek na jednu noc.
Na pozvání Naoko přijede Tóru na návštěvu ozdravovny. Zde se seznámí s nadanou kytaristkou Reiko, která odmalička trpěla duševními poruchami a do penzionu ji přivedly lživé pomluvy od třináctiletého děvčete, které se neumělo vyrovnat s Reičiným odmítnutím její snahy o sex. Stráví zde několik idylických dní.
Naočin stav se však zhoršuje a začíná mít problémy s vyjadřováním. Po návratu do školy se Tóru sblíží s Midori, které dříve pomáhal ošetřovat umírajícího otce. Vztah dlouho nevydržel, protože Tóru měl špatné svědomí, že Naoko, jejíž zdraví se dále zhoršovalo, podvádí. Naoko se vrátí do ozdravovny poté, co v nemocnici předstírala, že se uzdravuje, aby se tu oběsila.
Tóru pak cestuje po Japonsku, aby zmírnil svůj žal. Po návratu jej přivítá Reiko, která se rozhodla vrátit do života. Na posledních řádcích knihy Tóru volá Midori.

## Témata

### Sebevražda
Sebevraždou končí osudy hned několika postav: Naočina sestra, Kizuki, Naoko, Nagasawova přítelkyně Hacumi; ti všichni se postupně zabijí. Velkou část úvah hlavního hrdiny zabírá reflexe tohoto odcházení. Recenze filmové adaptace na Aktuálně.cz od Jarmily Křenkové o tom píše: „Norské dřevo je taková duchařina naruby. Kizuki se zabil a má to vyřešené, ale jeho přátelé se životem plouží jako přízraky.“

### Západní kultura
Hlavní postava může být chápána jako autobiografická z několika důvodů: Murakami kupříkladu také pracoval v obchodě s gramodeskami. Důležitý je ale její postoj k japonskosti, který se s autorovým také shoduje. Tóru čte západní knihy a sleduje americké filmy, zatímco jeho spolužáky zajímá zejména japonská (a občas také francouzská) literatura.